# Elacatis similis
Elacatis similis is een keversoort uit de familie platsnuitkevers (Salpingidae). De wetenschappelijke naam van de soort werd in 1917 gepubliceerd door Fritz Borchmann.